# روهررسویل (مریلند)
روهررسویل (به انگلیسی: Rohrersville) شهری در ایالت مریلند کشور ایالات متحده آمریکا است که جمعیت آن در سرشماری سال ۲۰۱۰ میلادی، ۱۷۵ نفر بوده‌است.